# Collegio di Aldridge-Brownhills
Aldridge-Brownhills è un collegio elettorale inglese situato nelle Midlands Occidentali, rappresentato alla Camera dei comuni del Parlamento del Regno Unito. Elegge un membro del parlamento con il sistema first-past-the-post, ossia maggioritario a turno unico; l'attuale parlamentare è Wendy Morton del Partito Conservatore, che rappresenta il collegio dal 2015.

## Estensione

Aldridge-Brownhills dal 2010 al 2024

- 1974-1983: il distretto urbano di Aldridge-Brownhills.
- 1983-2010: i ward del borgo metropolitano di Walsall di Aldridge Central and South, Aldridge North and Walsall Wood, Brownhills, Hatherton Rushall, Pelsall e Streetly.
- 2010-2024: i ward del borgo metropolitano di Walsall di Aldridge Central and South, Aldridge North and Walsall Wood, Brownhills, Pelsall, Rushall-Shelfield e Streetly.
- dal 2024: i ward del borgo metropolitano di Walsall di Aldridge Central and South; Aldridge North and Walsall Wood; Brownhills; Paddock (distretti elettorali UE e UF); Pelsall; Pheasey Park Farm; Rushall-Shelfield e Streetly.[1]

Aldridge-Brownhills è uno dei tre collegi che coprono il borgo metropolitano di Walsall, insieme a Walsall North e a Walsall South.

## Membri del parlamento
| Elezione | Elezione     | Deputato         | Partito      |
| -------- | ------------ | ---------------- | ------------ |
|          | Feb 1974     | Geoffret Edge    | Laburista    |
|          | 1979         | Richard Shepherd | Conservatore |
| 2015     | Wendy Morton |                  | Conservatore |

## Elezioni

### Elezioni negli anni 2020
| Partito                    | Partito                                   | Candidato                  | Risultati 4 luglio 2024 | Risultati 4 luglio 2024 |
| Partito                    | Partito                                   | Candidato                  | Voti                    | %                       |
| -------------------------- | ----------------------------------------- | -------------------------- | ----------------------- | ----------------------- |
|                            | Conservatore                              | Wendy Morton               | 15 901                  | 38,81                   |
|                            | Laburista                                 | Luke Davies                | 11 670                  | 28,48                   |
|                            | Reform UK                                 | Graham Eardley             | 9 903                   | 24,17                   |
|                            | Lib Dem                                   | Ian Garrett                | 1 755                   | 4,28                    |
|                            | Verdi                                     | Clare Nash                 | 1 746                   | 4,26                    |
|                            |                                           |                            |                         |                         |
| Iscritti                   | Iscritti                                  | Iscritti                   | 70 867                  | 100,00                  |
| ↳ Votanti (% su iscritti)  | ↳ Votanti (% su iscritti)                 | ↳ Votanti (% su iscritti)  | 40 975                  | 57,82                   |
| ↳ Astenuti (% su iscritti) | ↳ Astenuti (% su iscritti)                | ↳ Astenuti (% su iscritti) | 29 892                  | 42,18                   |
|                            |                                           |                            |                         |                         |
|                            | Esito: collegio confermato a Conservatore |                            |                         |                         |

### Elezioni negli anni 2010
| Partito                    | Partito                                   | Candidato                  | Risultati 12 dicembre 2019 | Risultati 12 dicembre 2019 |
| Partito                    | Partito                                   | Candidato                  | Voti                       | %                          |
| -------------------------- | ----------------------------------------- | -------------------------- | -------------------------- | -------------------------- |
|                            | Conservatore                              | Wendy Morton               | 27 850                     | 70,79                      |
|                            | Laburista                                 | David Morgan               | 8 014                      | 20,37                      |
|                            | Lib Dem                                   | Ian Garrett                | 2 371                      | 6,03                       |
|                            | Verdi                                     | Bill McComish              | 771                        | 1,96                       |
|                            | Monster Raving Loony                      | Mark Beech                 | 336                        | 0,85                       |
|                            |                                           |                            |                            |                            |
| Iscritti                   | Iscritti                                  | Iscritti                   | 60 138                     | 100,00                     |
| ↳ Votanti (% su iscritti)  | ↳ Votanti (% su iscritti)                 | ↳ Votanti (% su iscritti)  | 39 342                     | 65,42                      |
| ↳ Astenuti (% su iscritti) | ↳ Astenuti (% su iscritti)                | ↳ Astenuti (% su iscritti) | 20 796                     | 34,58                      |
|                            |                                           |                            |                            |                            |
|                            | Esito: collegio confermato a Conservatore |                            |                            |                            |

| Partito                    | Partito                                   | Candidato                  | Risultati 8 giugno 2017 | Risultati 8 giugno 2017 |
| Partito                    | Partito                                   | Candidato                  | Voti                    | %                       |
| -------------------------- | ----------------------------------------- | -------------------------- | ----------------------- | ----------------------- |
|                            | Conservatore                              | Wendy Morton               | 26 317                  | 65,41                   |
|                            | Laburista                                 | John Fisher                | 12 010                  | 29,85                   |
|                            | Lib Dem                                   | Ian Garrett                | 1 343                   | 3,34                    |
|                            | Monster Raving Loony                      | Mark Beech                 | 565                     | 1,40                    |
|                            |                                           |                            |                         |                         |
| Iscritti                   | Iscritti                                  | Iscritti                   | 59 607                  | 100,00                  |
| ↳ Votanti (% su iscritti)  | ↳ Votanti (% su iscritti)                 | ↳ Votanti (% su iscritti)  | 40 235                  | 67,50                   |
| ↳ Astenuti (% su iscritti) | ↳ Astenuti (% su iscritti)                | ↳ Astenuti (% su iscritti) | 19 372                  | 32,50                   |
|                            |                                           |                            |                         |                         |
|                            | Esito: collegio confermato a Conservatore |                            |                         |                         |

| Partito                    | Partito                                   | Candidato                  | Risultati 7 maggio 2015 | Risultati 7 maggio 2015 |
| Partito                    | Partito                                   | Candidato                  | Voti                    | %                       |
| -------------------------- | ----------------------------------------- | -------------------------- | ----------------------- | ----------------------- |
|                            | Conservatore                              | Wendy Morton               | 20 558                  | 52,05                   |
|                            | Laburista                                 | John Fisher                | 8 835                   | 22,37                   |
|                            | UKIP                                      | Anthony Thompson           | 7 751                   | 19,62                   |
|                            | Lib Dem                                   | Ian Garrett                | 1 330                   | 3,37                    |
|                            | Verdi                                     | Martyn Curzey              | 826                     | 2,09                    |
|                            | Monster Raving Loony                      | Mark Beech                 | 197                     | 0,50                    |
|                            |                                           |                            |                         |                         |
| Iscritti                   | Iscritti                                  | Iscritti                   | 60 025                  | 100,00                  |
| ↳ Votanti (% su iscritti)  | ↳ Votanti (% su iscritti)                 | ↳ Votanti (% su iscritti)  | 39 497                  | 65,80                   |
| ↳ Astenuti (% su iscritti) | ↳ Astenuti (% su iscritti)                | ↳ Astenuti (% su iscritti) | 20 528                  | 34,20                   |
|                            |                                           |                            |                         |                         |
|                            | Esito: collegio confermato a Conservatore |                            |                         |                         |

| Partito                    | Partito                                   | Candidato                  | Risultati 6 maggio 2010 | Risultati 6 maggio 2010 |
| Partito                    | Partito                                   | Candidato                  | Voti                    | %                       |
| -------------------------- | ----------------------------------------- | -------------------------- | ----------------------- | ----------------------- |
|                            | Conservatore                              | Richard Shepherd           | 22 913                  | 59,31                   |
|                            | Laburista                                 | Ashiq Hussain              | 7 647                   | 19,79                   |
|                            | Lib Dem                                   | Ian Jenkins                | 6 833                   | 17,69                   |
|                            | Verdi                                     | Karl Macnaughton           | 847                     | 2,19                    |
|                            | Cristiano                                 | Sue Gray                   | 394                     | 1,02                    |
|                            |                                           |                            |                         |                         |
| Iscritti                   | Iscritti                                  | Iscritti                   | 59 360                  | 100,00                  |
| ↳ Votanti (% su iscritti)  | ↳ Votanti (% su iscritti)                 | ↳ Votanti (% su iscritti)  | 38 644                  | 65,10                   |
| ↳ Astenuti (% su iscritti) | ↳ Astenuti (% su iscritti)                | ↳ Astenuti (% su iscritti) | 20 716                  | 34,90                   |
|                            |                                           |                            |                         |                         |
|                            | Esito: collegio confermato a Conservatore |                            |                         |                         |

### Elezioni negli anni 2000
| Partito                    | Partito                                   | Candidato                  | Risultati 5 maggio 2005 | Risultati 5 maggio 2005 |
| Partito                    | Partito                                   | Candidato                  | Voti                    | %                       |
| -------------------------- | ----------------------------------------- | -------------------------- | ----------------------- | ----------------------- |
|                            | Conservatore                              | Richard Shepherd           | 18 744                  | 47,39                   |
|                            | Laburista                                 | John D. Phillips           | 13 237                  | 33,46                   |
|                            | Lib Dem                                   | Roy M. Sheward             | 4 862                   | 12,29                   |
|                            | BNP                                       | William R. Vaughan         | 1 620                   | 4,10                    |
|                            | UKIP                                      | Graham Eardley             | 1 093                   | 2,76                    |
|                            |                                           |                            |                         |                         |
| Iscritti                   | Iscritti                                  | Iscritti                   | 61 806                  | 100,00                  |
| ↳ Votanti (% su iscritti)  | ↳ Votanti (% su iscritti)                 | ↳ Votanti (% su iscritti)  | 39 556                  | 64,00                   |
| ↳ Astenuti (% su iscritti) | ↳ Astenuti (% su iscritti)                | ↳ Astenuti (% su iscritti) | 22 250                  | 36,00                   |
|                            |                                           |                            |                         |                         |
|                            | Esito: collegio confermato a Conservatore |                            |                         |                         |

| Partito                    | Partito                                   | Candidato                  | Risultati 7 giugno 2001 | Risultati 7 giugno 2001 |
| Partito                    | Partito                                   | Candidato                  | Voti                    | %                       |
| -------------------------- | ----------------------------------------- | -------------------------- | ----------------------- | ----------------------- |
|                            | Conservatore                              | Richard Shepherd           | 18 974                  | 50,18                   |
|                            | Laburista                                 | Ian D. Geary               | 15 206                  | 40,22                   |
|                            | Lib Dem                                   | Monica Howes               | 3 251                   | 8,60                    |
|                            | Alleanza Socialista                       | John D. Rothery            | 379                     | 1,00                    |
|                            |                                           |                            |                         |                         |
| Iscritti                   | Iscritti                                  | Iscritti                   | 62 392                  | 100,00                  |
| ↳ Votanti (% su iscritti)  | ↳ Votanti (% su iscritti)                 | ↳ Votanti (% su iscritti)  | 37 810                  | 60,60                   |
| ↳ Astenuti (% su iscritti) | ↳ Astenuti (% su iscritti)                | ↳ Astenuti (% su iscritti) | 24 582                  | 39,40                   |
|                            |                                           |                            |                         |                         |
|                            | Esito: collegio confermato a Conservatore |                            |                         |                         |

## Risultati dei referendum

### Referendum sulla permanenza del Regno Unito nell'Unione europea del 2016
|             | Collegio            | Lasciare UE % | Rimanere in UE % |
| ----------- | ------------------- | ------------- | ---------------- |
|             | Aldridge-Brownhills | 67,8%         | 32,2%            |
| Inghilterra | 53,3%               | 46,7%         |                  |
| Regno Unito | 51,9%               | 48,1%         |                  |